# 核実験博物館

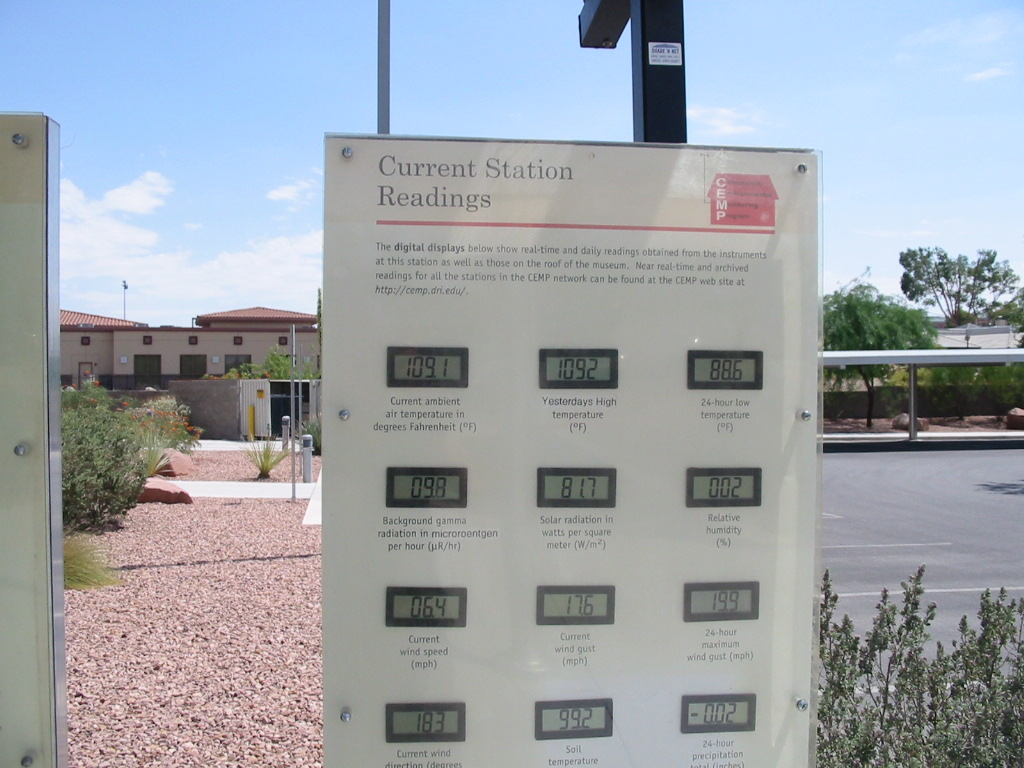
博物館入口にある気象表示板

核実験博物館（かくじっけんはくぶつかん Atomic Testing Museum）はアメリカ合衆国ネバダ州ラスベガスにある博物館。非営利団体であるネバダ核実験場歴史財団（Nevada Test Site Historical Foundation）の運営であり、核実験とネバダ核実験場の歴史を主に展示している。2005年3月に開館した。なお、スミソニアン協会にも加盟している。
展示物としては、核爆弾の発達に関するものやリトルボーイとファットマンの模型、B53核爆弾、地下核実験場のためのボーリング装置、大気圏内核実験の閃光・轟音・強風を模擬体験できるミニシアターがある。